# Ana Bela Peleias
Ana Bela Peleias est une joueuse internationale sud-africaine de rink hockey née le 23 décembre 1988. 

## Palmarès
En 2016, elle participe au championnat du monde.

## Référence
1. ↑  (es) LISTA DEFINITIVA PARA EL MUNDIAL